# Au am Rhein
Au am Rhein település Németországban, azon belül Baden-Württembergben. Lakosainak száma 3490 fő (2023. december 31.). Au am Rhein Lauterbourg és Elchesheim-Illingen községekkel határos.

## Népesség
A település népessége az elmúlt években az alábbi módon változott:
| Lakosok száma | 2325 | 2637 | 2756 | 2745 | 2782 | 3020 | 3318 | 3376 | 3258 | 3490 |
|               | 1961 | 1967 | 1974 | 1980 | 1987 | 1993 | 2000 | 2006 | 2013 | 2023 |